# Thiên hà Râu
Thiên hà Râu (tên gọi khác: NGC 4038/NGC 4039) là một cặp hai thiên hà tương tác: NGC 4038 và NGC 4039 nằm ở chòm sao Ô Nha. Chúng hiện đang trong giai đoạn starburst mà trong đó các đám mây khí và bụi va chạm với các từ trường bị vướng vào, dẫn đến tăng tốc quá trình hình thành ngôi sao. Chúng được phát hiện bởi William Herschel vào năm 1785. NGC 4038 nằm ở xích kinh 12h 01m 53.0s, xích vĩ −18° 52′ 10″; và NGC 4039 nằm ở xích kinh 12h 01m 53.6s, xích vĩ −18° 53′ 11″.

## Thông tin chung

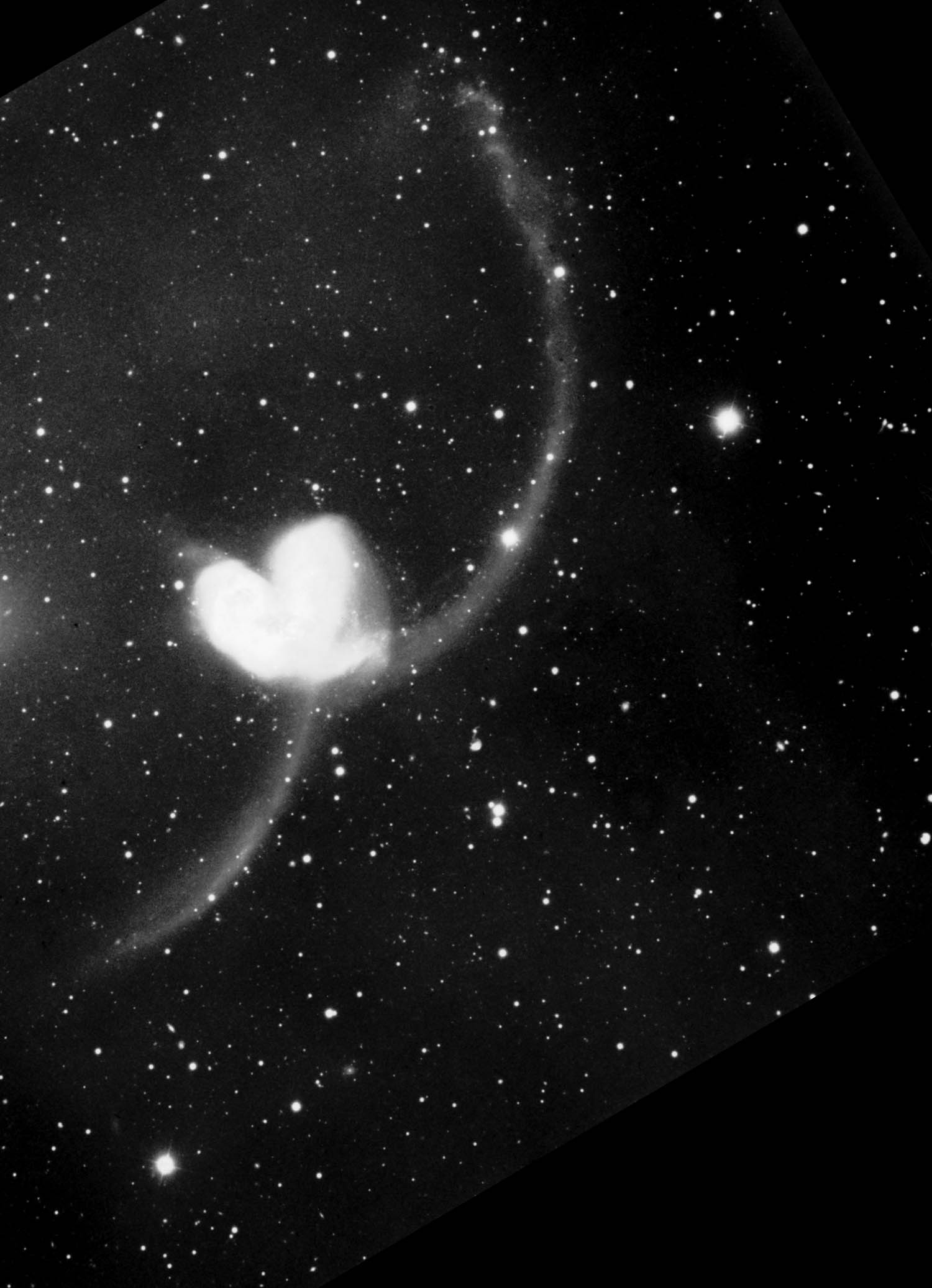
Hình ảnh Thiên hà Râu từ kính viễn vọng mặt đất.

Thiên hà Râu đang trong giai đoạn va chạm giữa các thiên hà. Thiên hà này nằm ở nhóm NGC 4038 cùng với 5 thiên hà khác. Tên của thiên hà bắt nguồn từ sự quan sát hai đuôi dài của các ngôi sao (tạo thành do khí và bụi bị hất tung khỏi hai thiên hà do sự va chạm) giống như râu của loài côn trùng. Cặp thiên hà này kết hợp với nhau tạo thành một thiên hà lớn hơn. Hầu hết các thiên hà điều phải trải qua sự va chạm lớn trong suốt thời gian tồn tại của chúng. Điều này có khả năng xảy ra với Ngân hà của chúng ta khi nó sẽ va chạm với thiên hà Tiên Nữ.
Nghiên cứu gần đây ước lượng rằng Thiên hà Râu nằm cách Ngân hà khoảng 45 triệu năm ánh sáng. Nó nằm ở 0.25° phía bắc của 31 Crateris và 3.25° phía tây nam của Gamma Corvi.

## Thư viện ảnh

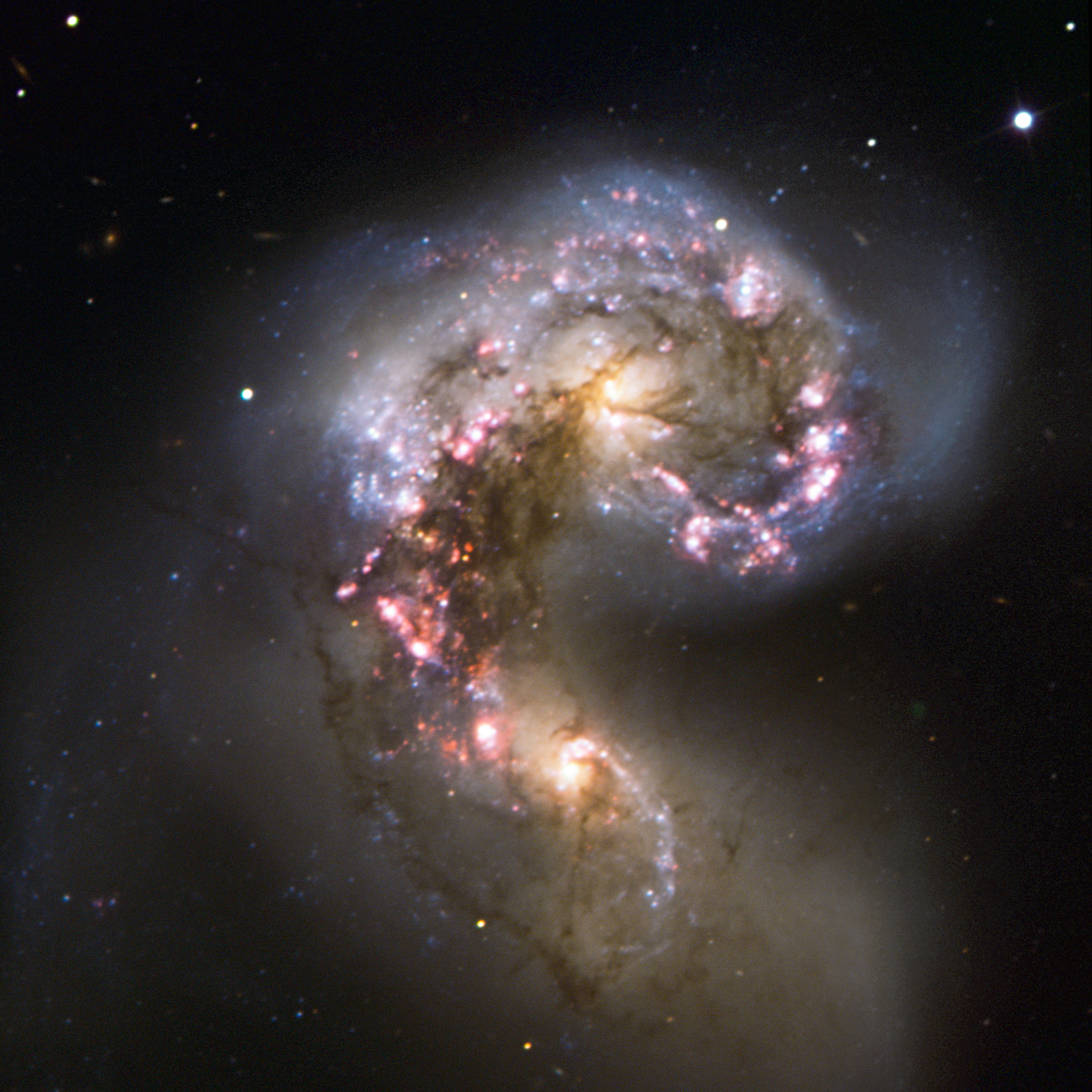
Thiên hà Râu từ kính thiên văn VLT của ESO.
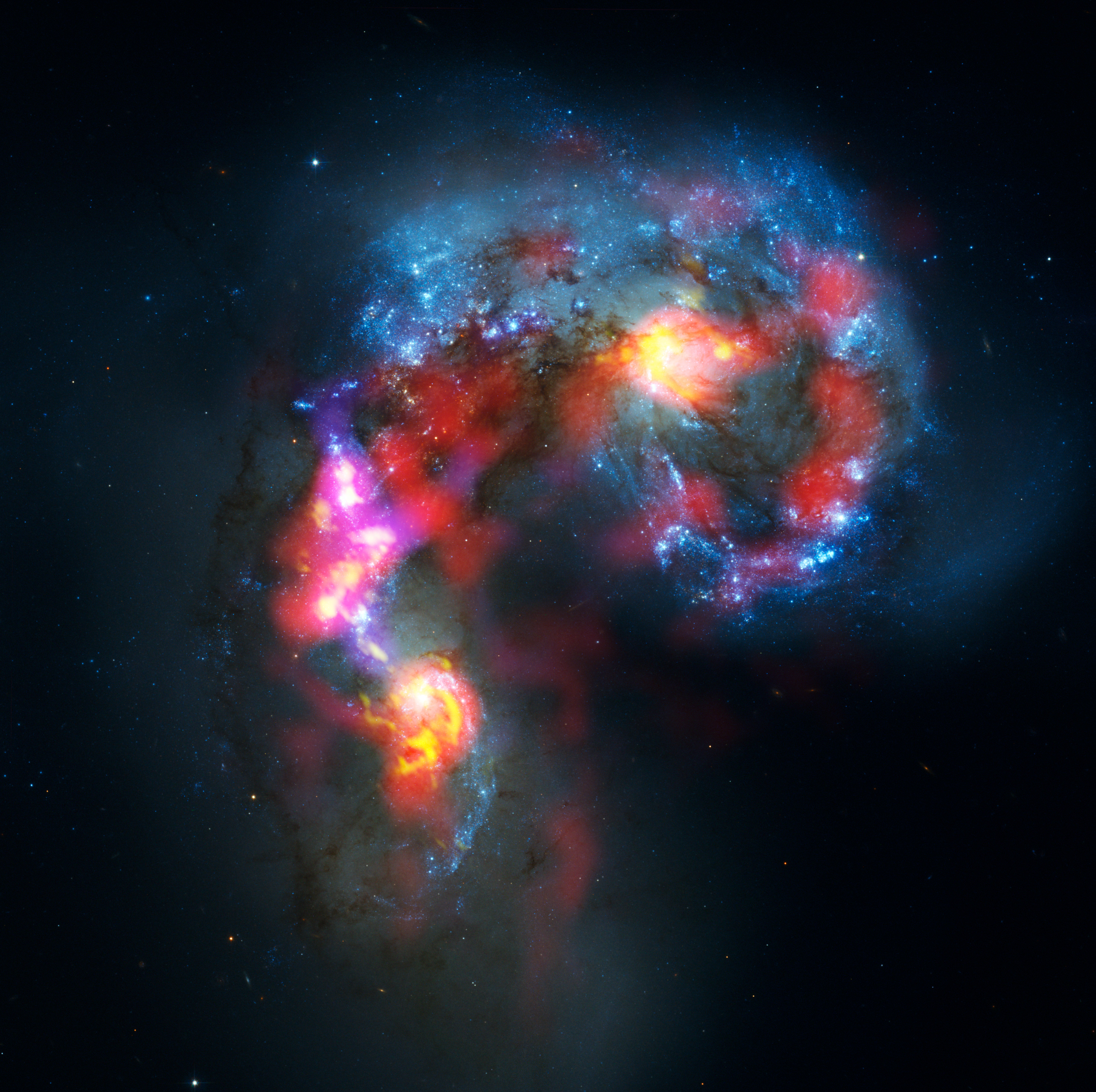
Ảnh Thiên hà Râu được ghép lại từ ALMA và Hubble